# Chaceon quinquedens
Chaceon quinquedens är en kräftdjursart som först beskrevs av Sidney Irving Smith 1879.  Chaceon quinquedens ingår i släktet Chaceon och familjen Geryonidae. Inga underarter finns listade i Catalogue of Life.